# 兵庫県道141号黒石三田線
兵庫県道141号黒石三田線（ひょうごけんどう141ごう くろいしさんだせん）は、兵庫県丹波篠山市から三田市に至る一般県道である。

## 概要
丹波篠山市今田町黒石から三田市相生町に至る。
丹波篠山市今田地区から三田市相野地区を縦断して、同市中心部を結ぶ道路であり、北摂三田ニュータウンの開発によって交通量が増加し、改良工事が進められている。三田市貴志では貴志交差点を改良し、2006年（平成18年）に完成した。また、同市溝口の一部である約260 mの区間では車間のすれ違いが困難であるために拡幅工事が進められており、2013年（平成25年）度に完成する。さらに、三田市中心部では市の都市計画により、無電柱化になっている。

### 路線データ
- 起点：丹波篠山市今田町黒石（兵庫県道36号西脇篠山線交点、兵庫県道292号下立杭柏原線上）
- 終点：三田市相生町（西対中交差点、兵庫県道17号西脇三田線交点）
- 総延長：25.595 km

## 路線状況

### 重複区間
| 重複する道路                 | 重複する場所                                          |
| ---------------------------- | ----------------------------------------------------- |
| 兵庫県道292号下立杭柏原線    | 丹波篠山市今田町黒石                                  |
| 兵庫県道75号小野藍本線       | 三田市西相野・三本峠交差点 - 三田市西相野             |
| 兵庫県道92号三田西インター線 | 三田市溝口・溝口交差点 - 三田市上井沢・広野駅前交差点 |

### 道路施設

#### 橋梁
- 砂郷橋（内神川、三田市）
- 上深田橋（池尻川、三田市）
- 下深田橋（深田谷川、三田市）
- 三田大橋（武庫川、三田市）
- 平成大橋（武庫川、三田市）

## 地理

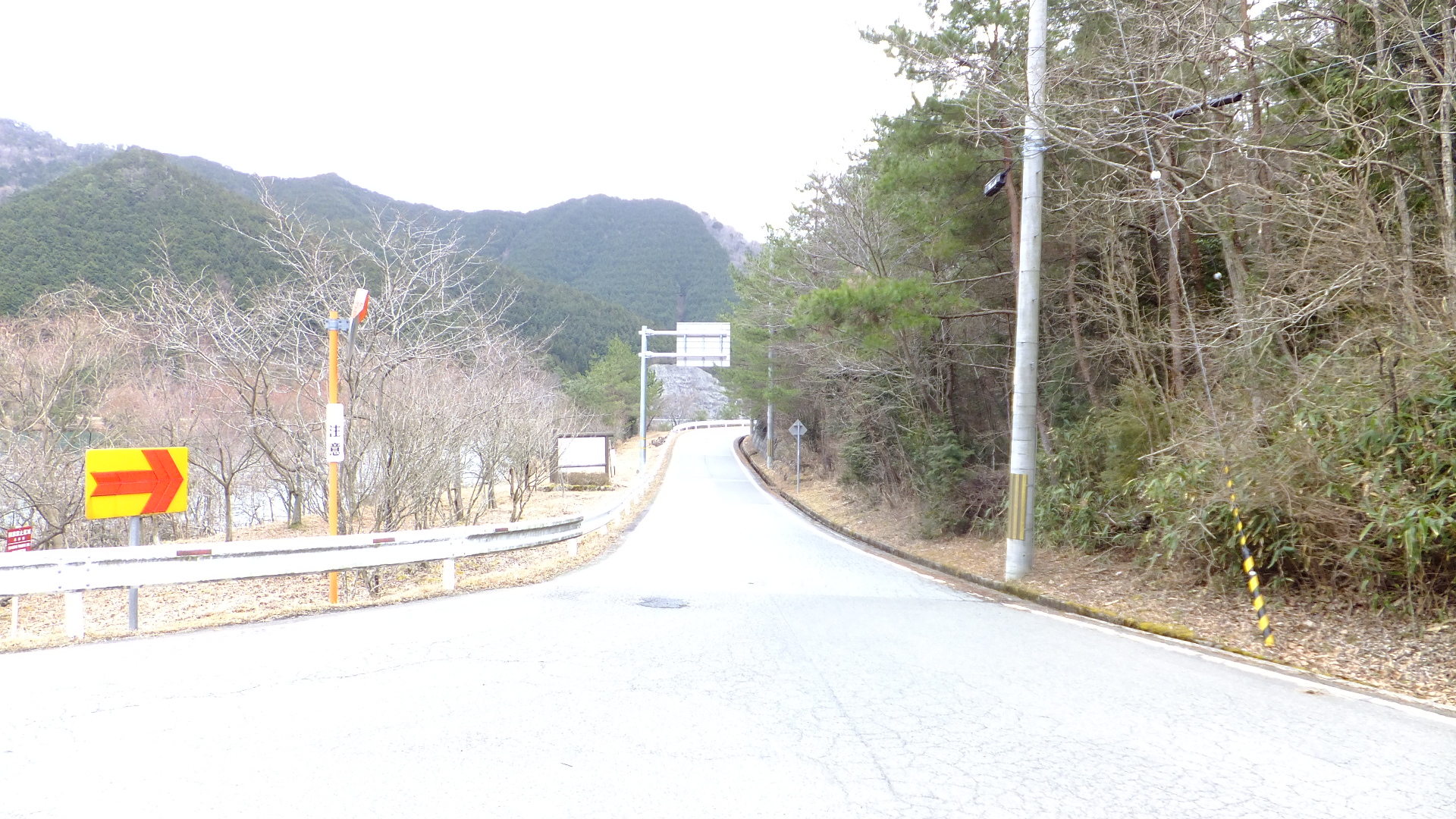
起点付近
丹波篠山市今田町黒石で撮影

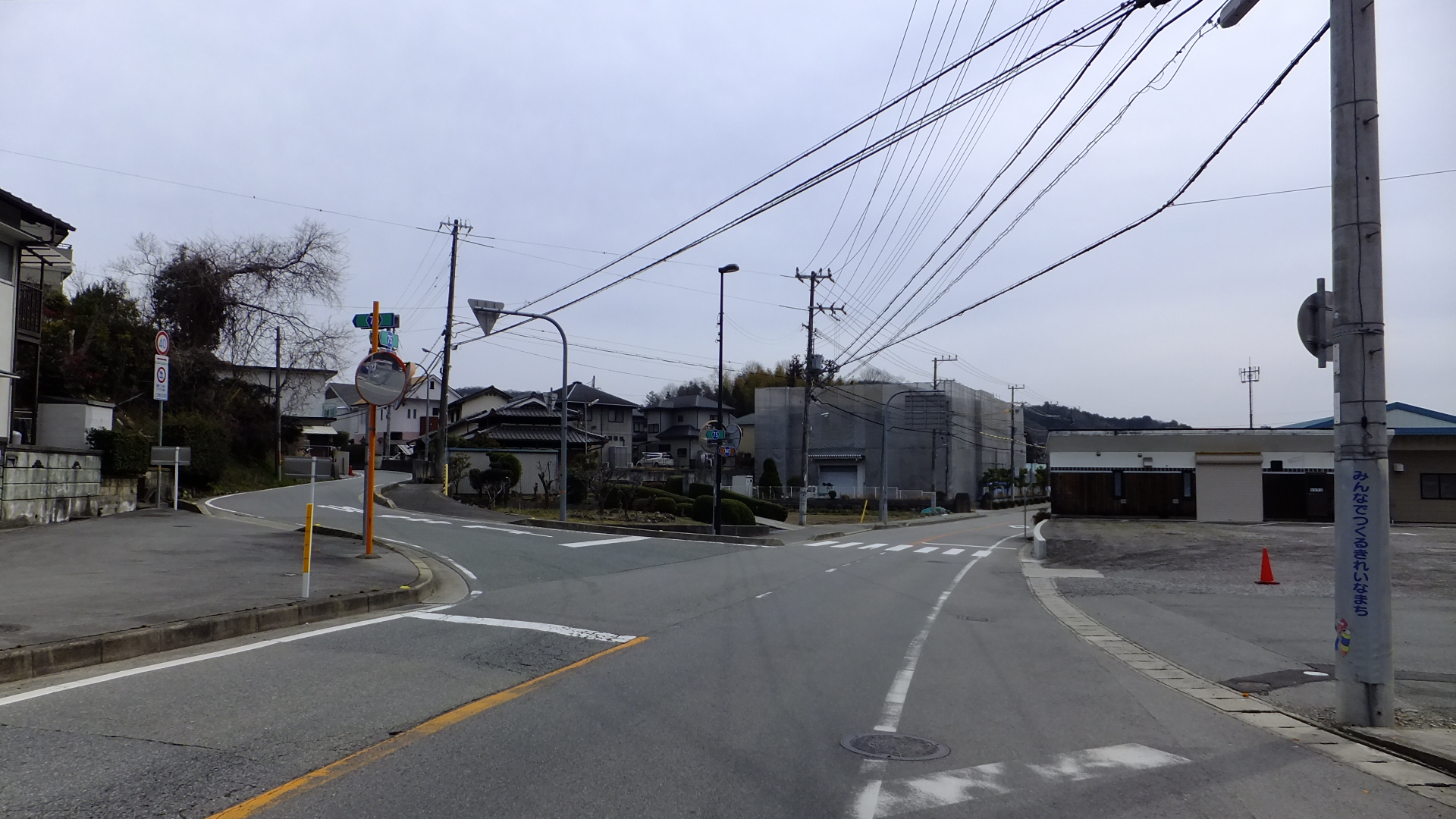
兵庫県道75号小野藍本線の交点付近
三田市西相野で撮影

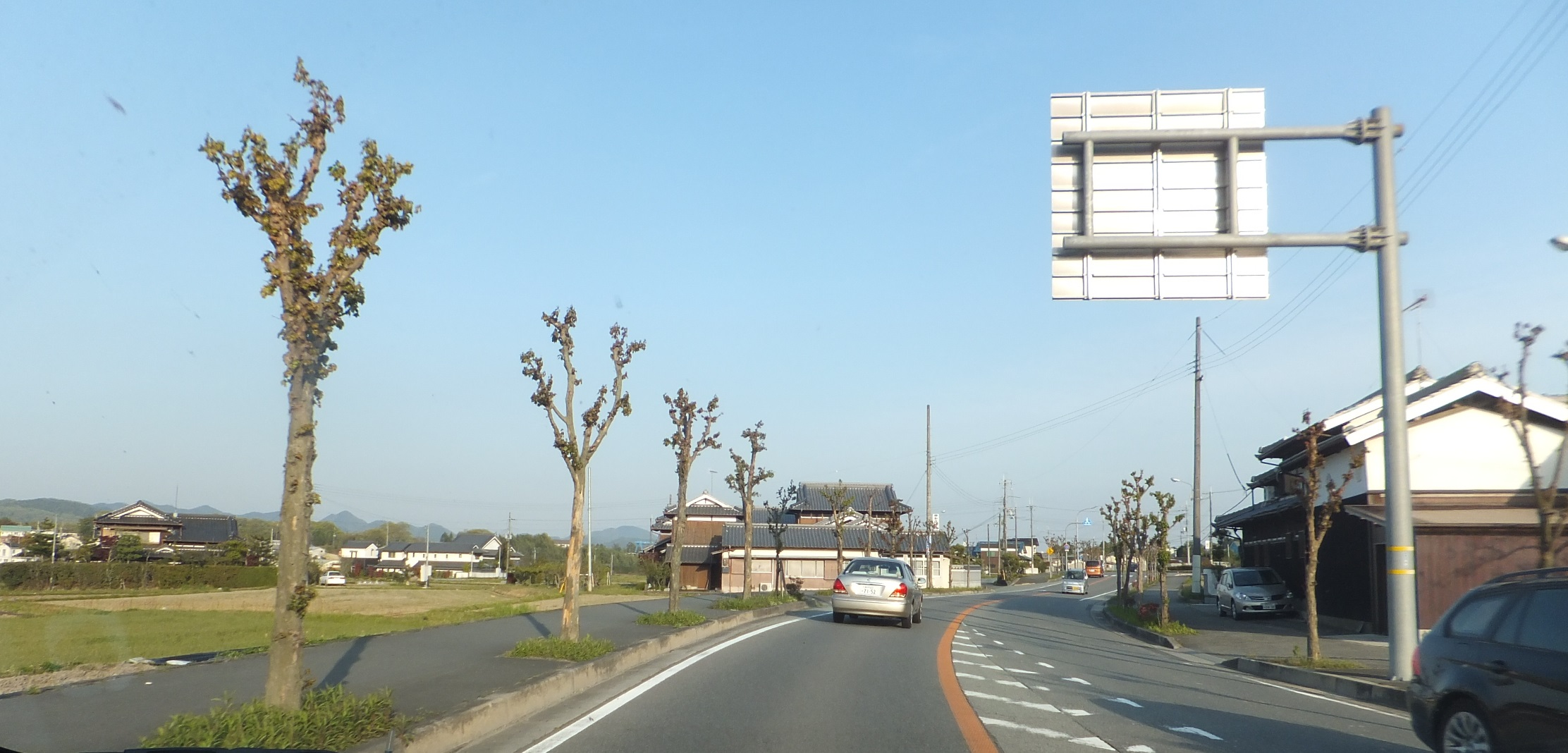
兵庫県道315号下相野森線との交点付近
三田市下相野で撮影

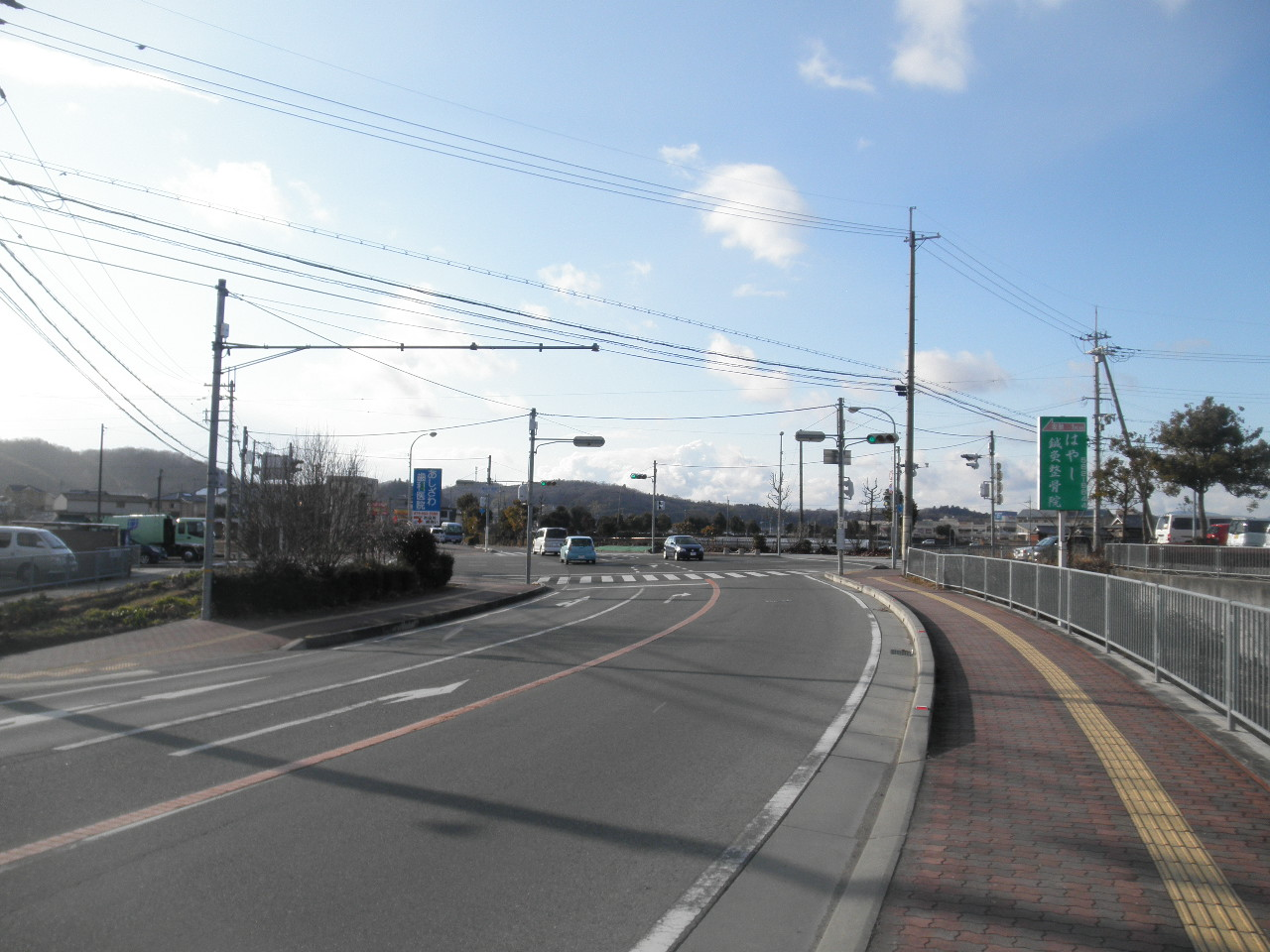
兵庫県三田庁舎前
三田市天神1丁目で撮影

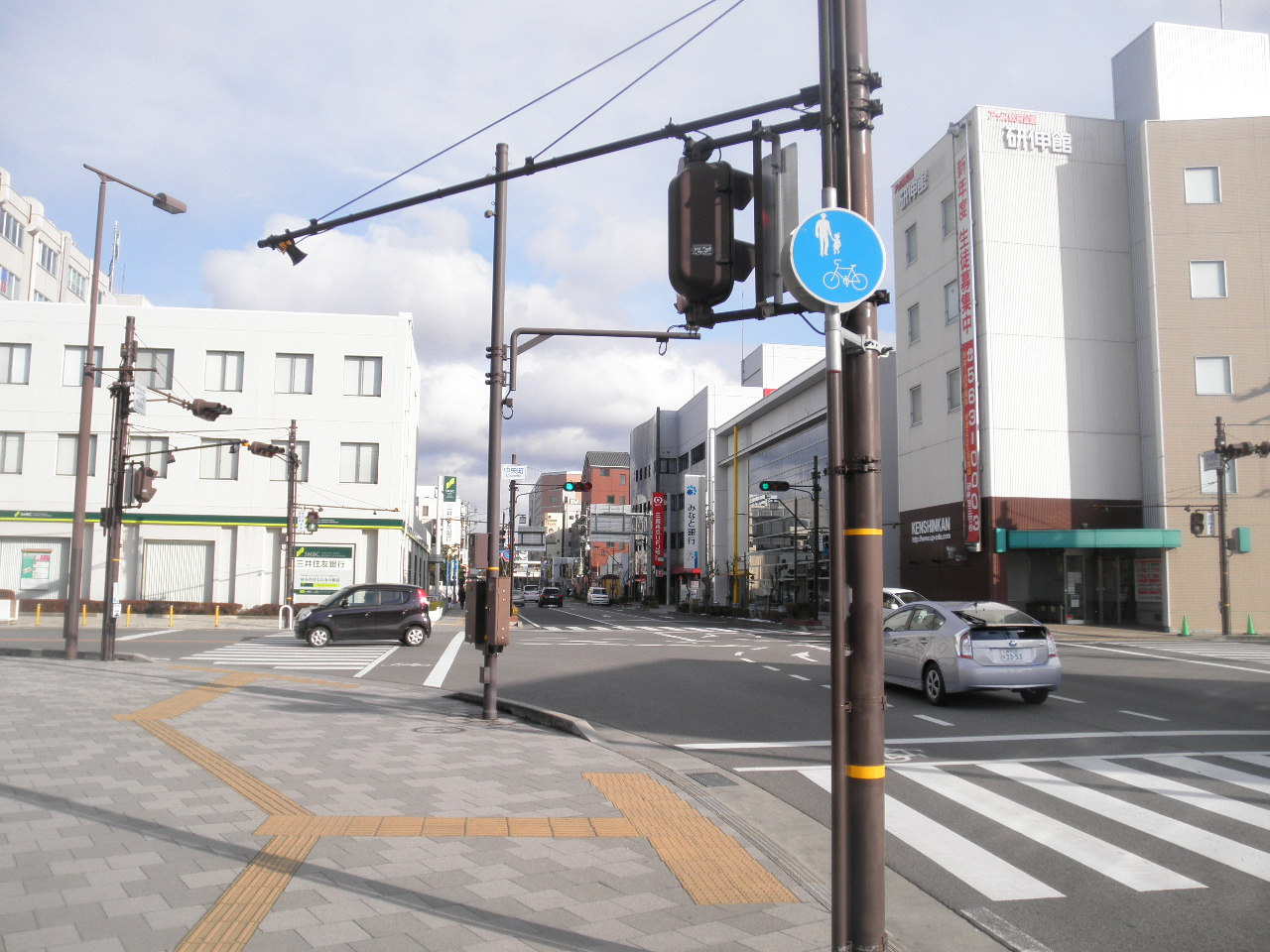
三田市の都市計画により、無電柱化になっている。
三田市中央町で撮影

### 通過する自治体
- 兵庫県
  - 丹波篠山市 - 三田市

### 交差する道路
| 交差する道路                                                                     | 市町村名   | 交差する場所                 | 交差する場所        |
| -------------------------------------------------------------------------------- | ---------- | ---------------------------- | ------------------- |
| 兵庫県道36号西脇篠山線 兵庫県道292号下立杭柏原線 重複区間起点                    | 丹波篠山市 | 今田町黒石                   | 起点                |
| 兵庫県道292号下立杭柏原線 重複区間終点                                           | 丹波篠山市 | 今田町黒石                   |                     |
| 国道372号                                                                        | 丹波篠山市 | 今田町本荘                   | 本荘交差点          |
| 兵庫県道311号上鴨川木津線                                                        | 丹波篠山市 | 今田町木津（こつ）           |                     |
| 兵庫県道292号下立杭柏原線                                                        | 丹波篠山市 | 今田町下立杭（しもたちくい） |                     |
| 兵庫県道75号小野藍本線 重複区間起点                                              | 三田市     | 西相野                       | 三本峠交差点        |
| 兵庫県道75号小野藍本線 重複区間終点                                              | 三田市     | 西相野                       |                     |
| 兵庫県道182号相野停車場線                                                        | 三田市     | 下相野                       | 相野駅前交差点      |
| 兵庫県道309号福住三田線 兵庫県道315号下相野森線                                  | 三田市     | 下相野                       |                     |
| 兵庫県道92号三田西インター線 重複区間起点                                        | 三田市     | 溝口                         | 溝口交差点          |
| 兵庫県道92号三田西インター線 重複区間終点                                        | 三田市     | 上井沢                       | 広野駅前交差点      |
| 兵庫県道316号広野永福線                                                          | 三田市     | 下井沢                       | 下井沢交差点        |
| 兵庫県道356号上荒川三田線                                                        | 三田市     | 下深田                       | 松山堤交差点        |
| 兵庫県道17号西脇三田線 兵庫県道20号加古川三田線 重複 兵庫県道73号山田三田線 重複 | 三田市     | 相生町                       | 西対中交差点 / 終点 |

### 沿線
- 黒石ダム
- 立杭焼
- こんだ薬師温泉
- JR西日本福知山線
  - 相野駅[3] - 広野駅
- 三田市民病院
- 兵庫県立有馬高等学校
- 三田市役所
- JR西日本福知山線・神戸電鉄三田線 三田駅
- 神戸電鉄三田線 三田本町駅

### 峠
- 三本峠（丹波篠山市 - 三田市）